# الحجايزة
قرية الحجايزة هي إحدى القرى التابعة لمركز السنبلاوين في محافظة الدقهلية في جمهورية مصر العربية. حسب إحصاءات سنة 2006، بلغ إجمالي السكان في الحجايزة 9516 نسمة، منهم 4866 رجل و4650 امرأة.